# 學園默示錄
《學園默示錄》（日語：学園黙示録 HIGHSCHOOL OF THE DEAD）是一部由佐藤大辅擔任原作、佐藤庄司作畫的日本漫畫作品，於2006年9月開始連載。在2009年1月單行本第5冊發行後休刊，2010年4月再次出刊。同月9日宣布動畫化，2010年7月5日電視動畫开始播放。於2011年4月號發行後宣布再次休刊。東日本大地震後，佐藤大輔因身體問題無限期休刊。2017年3月22日，佐藤大輔因缺血性心脏病逝世，宣告絕筆。

## 故事簡介
原本是平凡生活中的一天，整個世界發生異變，床主市街上出現大量如同喪屍般的死體，主角「小室孝」所就讀的藤美學園也遭到死體的襲擊。為了求生小室孝集結包含青梅竹馬在內的一批人，在這如同地獄般世界中，過去的各種價值觀及法律已毫無意義，為了能在這現實的世界存活下去，人們的自私、黑暗、瘋狂開始漸漸浮現，主角一行人必須拋棄從前所謂的理想，面對殘酷的現實，並在這崩壞的世界求得一線生機...

## 登場人物

### 小室孝一行人
小室孝（聲：諏訪部順一；小孩時：原田瞳）
17歲、身高172cm、体重58kg。
主角。私立藤美学園高等部2年級。性格屬於容易熱血衝動，但感情遲鈍的一型，在一行人中戰鬥力只算中上，但對危機的意識以及處理則是一行人中最為出色，為一行人中的領導
最初孝因預感大事即將發生。所以帶著麗和永逃走以及發現「它們」的弱點是頭部而去攻擊的人是孝....以及確認「它們」只可以辨認聲音和毒島冴子為了協助同伴逃走而駕駛水陸兩用越野車引開「它們」的注意。另外就是『一度因為無法面對自己的暴力渴望而變得自暴自棄，甚至無法對「它們」出手。後來得到孝的開導並且給予戰鬥動機後拾回了自信。』以及『沙耶在返回高城家後因為父母的優秀以及所下的判斷大吵大鬧孝制止了她並告訴她說：你現在還有辦法說你父母，但是其他人呢？其他人連父母都不曉得是否安全。』所以在一行人最受尊重，主要是作為領導與目標支柱。
為了青梅竹馬的麗而奮鬥，非常喜歡麗。不含愛情地憧憬強大的毒島冴子，并在漫畫第4卷ACT.17（動畫版ACT9）和毒島坦言，後來和冴子互相喜歡，卻一直保持距離。口頭禪是“麻煩”。
父親目前一人去出差，母親是第三小學教师。
孝和沙耶也是青梅竹馬的朋友。雖然沒有駕照和功夫基礎等的特別技能（障礙賽為倒數第2名），卻會騎越野機車、摔跤以及駕駛水陸兩用越野車等絕技。
目前主要使用球棒於漫畫版第2卷ACT.4（動畫版ACT4在加油站拋掉）。從死去員警身上取得的Smith & Wesson M37 Airweight 左輪手槍（後來給了平野耕太，再由平野耕太給中岡麻美），漫畫版第2卷ACT.5（動畫版ACT5）從高城沙耶取得的鐵撬，在南里香家取得Ithaca 37霰彈槍，後來又在床主東署取得M1014 JSCS戰鬥霰彈槍。
宮本麗（Miyamoto Rei）　聲：井上麻里奈
17歲、身高164cm、体重50kg、三圍87（E）-57-89cm。
孝的青梅竹馬，私立藤美学園高等部2年級，留級一年，槍術社。
長槍部的學員，臨時用拖把柄代替長槍，後來使用南里香家取得的M1A步槍加掛刺刀。但幾乎不開槍，因為她除了射術不佳外，也認為開槍會引來更多死體，因此大部分時間只會用槍頭刺刀戳擊死體。
在嚴峻的現實下也曾有歇斯底里的反應，目前依存著孝而行動，當初孝以為她留級是為了與永在一起……？
永死亡後，與孝的關係急速升溫，已慢慢地忘卻了永，而對孝越來越有好感。之後便在漫畫版第3卷ACT.12（動畫版ACT11）明確表達其對孝的愛意與心意。
而在動畫和漫畫之中也有明確提示到麗為何喜歡孝的原因，正是因為他性格屬於容易熱血衝動，但感情遲鈍的一型‧。在麗有麻煩總是去幫助他，雖然因為怕麻煩而在最初面對死體時總是容易說著喪氣話但還是為了保護麗而挺身面對，並且說了當初討厭孝的原因除了對他不了解外也是因為他感情遲鈍導致麗不去和孝述說著令她難過的事而是和永說《而這也是一開始麗喜歡永的原因之一》，最後也說了並不再在意了。
當然在漫畫與動畫之中也有已慢慢忘掉永而真正喜歡上孝，而和毒島冴子的互向較量的傾向。自從漫畫版第3卷ACT.8（動畫 版ACT11）在水陸兩用越野車上睡著而自然醒來時看到毒島冴子在孝身邊感到十分生氣因而擺著一張臭臉拉著孝的雙頰，孝因此醒來；漫畫版第5卷ACT.16來到購物中心之後，麗本身知道毒島冴子在旁邊為了日後糧食與槍枝和替換生鏽的汽車零件，而向孝說自己什麼都知道，然而在島田侵犯在購物中心的寢具店床上休息的鞠川校醫之事件中，想提早離開的小室孝一行人麗先提出到她家只有20分鐘，而被毒島冴子反對後的不甘以及後來的經過一番討論後，孝在分女生組時特別拜託毒島冴子時麗的不甘；在漫畫版第6卷ACT.23當毒島冴子已知「它們」已湧入購物中心，而導致離開購物中心的計畫失敗因而提替代方案的目的時，麗提出孝而冴子提出宮本的兩人的雙親是否還健在的目的時，而露出十分不滿的表情的麗。這些便是麗想與冴子較量的例子
父親為公安部所屬警部補，從來沒有在司法上的競爭中失敗。麗的留級乃是父親正在進行調查的議員之子紫藤老師對其搜查所作出的警告，因此麗對於紫藤老師十分憎恨，這也是漫畫版第1卷ACT.3（動畫版ACT3）中一夥人逃離學校後與其分道揚鑣以及漫畫版第4卷ACT.14（動畫版ACT11）中以加掛刺刀的M1A步槍指向紫藤老師並且威脅殺他的主因，但是到了最後她卻認為「沒有殺害價值」而決定不殺紫藤老師。
毒島冴子（Busujima Saeko）　聲：澤城美雪
18歲、身高174cm、体重56kg、三圍83（D）-56-86cm。
3年級。劍道部主將，二年級時曾奪下全國大會的優勝，風姿凜然，兼備著強大實力與溫柔待人的性格，是一行人的精神支柱。又是主要戰鬥人員中的最強,在一行人中受到極高的尊重地位只是略低小室一點,在一行中是十分可靠的人
對於料理方面意外的十分拿手，有著家庭主婦般的另一面，對於獲得她肯定評價的男人會給予百分之百的信任。不過衣著方面的看法有點脫離一般常軌。
目前毒島冴子父親是在外國道場。父親並教她「一旦許下的承諾就算搭上性命也要履行」。
4年前曾受到男子襲擊時，故意示弱之後引誘對方出手，再將對方的肩胛、股骨等部位打碎得體無完膚，後來卻向警察聲稱是自衛，這事件導致她愛上了這種虐待狂和使用絕對的力量打垮敵人期間所得到的快感而無法自拔的傾向。因此對於這個「崩壞的世界」反而有著如魚得水的快感（就算「它們」被她殺死，亦不會成問題或是接受調查）。但是遇上小孩型的「它們」時，卻無法動手。
在漫畫版第4卷ACT.16（動畫版ACT9）為了引開「它們」與孝一起離隊行動時，曾在夜宿的神社中向孝表白了心中的這種戰鬥的渴望和動機。一度因為無法面對自己的暴力渴望而變得自暴自棄，甚至無法對「它們」出手。後來得到孝的開導並且給予戰鬥動機後拾回了自信。在此之后对孝抱有好感，不过表明自己曾有喜欢的人，但沒有說出姓名，對自己和孝的感情有所保留。
原本使用木制練習刀與死體戰鬥，後來在漫畫版第3卷ACT.12（動畫版ACT11）於沙耶父親處得到村田刀，後來又在漫畫版第3卷ACT.27床主東署在搭配貝瑞塔92Vertec型半自動手槍作支援武器。
高城沙耶（Takagi Saya）　聲：喜多村英梨
16歲、身高155cm、体重52kg、三圍92（F）-59-87cm。
孝的從幼稚園就認識的朋友，性格高傲的少女，胸部超大，F罩杯穿藍白色緊身內褲，自認為是天才，擁有自傲的豐富知識與分析能力，一行人中的頭腦和軍師角色。
蠻橫嬌羞的雙馬尾眼鏡娘，出身自擁有地區最大勢力的右翼團體：「憂國一心會」會長的獨生女，一行人離開學園後，曾輾轉逃到她家暫時避難。
對孝有好感，暗中喜歡孝，隨著故事進行有些在意耕太。
使用從母親那邊得來的Luger P-08半自動手槍，因為射術不佳通常在近距離射擊。後來以Luger P-08與平野耕太取得的HK MP5SFK交換。
平野耕太（聲：檜山修之）
16歲、身高158cm、体重88.8kg。
孝的同學，雖然是一個身材肥胖的軍武御宅族，但只要是與槍械知識或持槍械戰鬥就會渾然忘我的投入到甚至有點黑化。
說是一個腹黑的傢伙，類似雙重性格，但有時都會露出出人意表的溫馨表情，連任性蠻橫的沙耶都拿他沒法。對沙耶有好感。
父親是一名目前在阿姆斯特丹進貨的寶石商，母親是在巴黎的服裝設計師，爺爺是國際航線的輪船船長，而奶奶是小提琴家。
曾到過美國並且接受過由一名前三角洲特種部隊、現黑水国际（Blackwater Worldwide）成員的一個月武器專長訓練，對於槍枝的運用技術與軍事方面的知識十分豐富，是一行人生存下去不可或缺的要素。與此相反，他認為刀劍是無效的。
在逃離賣場時應中岡朝美要求將她射殺，但也因此引發PTSD，不顧引來更多「它們」的風險，隨意開槍，並一度打算脫隊，經過鞠川校醫的精神喊話後恢復正常。
名字與外型取自日本同名漫畫家平野耕太。
原本使用自行改造的瓦斯釘槍，然後從小室孝拿到Smith & Wesson M37 Airweight 左輪手槍，再從南里香家拿到AR-10（T），後來又在床主東署取得HK MP5SFK衝鋒槍並以HK MP5SFK與高城沙耶的Luger P-08交換。
鞠川靜香（Marikawa Shizuka）　聲：福井裕佳梨
27歲、身高176cm、体重58kg、三圍108（J）-62-94cm。
藤美学園的校醫。身材姣好，擁有巨乳但是卻有點不大可靠，十分的天然呆，常常會搞不清楚狀況，還會忘記穿衣服，曾不小心把吉克的前半身牢固的夾在胸口。
唯一有駕照者，主要擔任駕駛而活躍著，原先在大學附設醫院裡工作，被派遣到藤美學園擔任臨時校醫，弄得終日無所事事，只會在医疗室打盹。
但在非常狀態之下還是盡量的帶著足夠基本需要的藥品逃出，一行人中也擔任著医生的角色。
持有一副對跌打損傷十分有效、但特性奇怪的藥品。本人是一個機械白痴，南里香的女性朋友。
希里愛麗絲（聲：竹達彩奈）
小學二年級生。
事發後的第二個夜裡，與父親一同向當地住戶尋求援助時，父親反而慘遭該住戶殺害，之後當「它們」正準備襲擊她時，被小室一行人所救，之後與他們一同行動。對騎自行車很拿手，個性活潑開朗。
父親為報社記者。
吉克（聲：原田瞳）
與愛麗絲一同被小室一行人所救出的小狗。
因為其體型嬌小卻元氣滿滿，毫不畏懼「它們」，因此耕太給牠取了一個二戰時美軍為日本著名零式戰鬥機取的暱名。

### 紫藤浩一一行人
紫藤浩一（聲：谷山紀章）
藤美學園的教師，初期還未和小室一行人分流時，利用其教師地位奪取領導地位，也是造成宮本麗留級的元兇,雖為一行人中的隊長，但毫無戰鬥力可言。
地方上名議員紫藤一郎的兒子。繼承地位卻交給了同父異母（紫藤一郎的情婦）的弟弟，因而從事著教師工作，同時輔佐其弟的從政之路，事實上其內心對父親與紫藤家十分的憎恨，之所以甘於輔佐其弟，乃是為了要掌握其父親的弱點，將紫藤家給毀滅。正因如此，他對任何的女人都是沒有任何興趣。之所以將宮本麗留級，並不是對她和其父親有任何怨恨，乃是受父命，對企圖調查紫藤議員資金來源的公安部所作出的警告以阻撓調查進展，並使他們極度狼狽地低頭認錯。
在小室一行人離去後，掌握了巴士的控制權，留下來的學生視其為教祖般的存在，有著將所有人思想導向危險方向的煽動能力，巴士裡呈現出道德崩壞的空間，對於持有異議者會毫不留情的將其逐出巴士並且任由其自生自滅。雖然好不容易才到了沙耶家，但被宮本麗襲擊而且被評為「沒有殺害價值」以後，又被高城壯一郎以其帶有危險思想而連其學生們一起被趕出沙耶家外。
在漫畫版第4卷ACT.14（動畫版ACT12）中巴士受電磁脈衝破壞後發生交通事故。然後在漫畫版ACT.28中在新床第三小學再次登場。
角田（聲：日野聰）
藤美學園的不良學生。目前情況不明。
夕樹美玖（聲：咲乃藍里）
藤美學園3年級學生。

### 警察關係者
南里香（聲：竹內順子）
身高170cm、三圍83（D）-57-88cm。
鞠川靜香的好友。縣警特殊急襲部隊（S.A.T）第一小隊狙擊手·巡查長。
全國警察前五名的射擊能手，為人十分豪爽，恐怖事件開始之後，在機場擔任著警備工作，負責維持機場的運作暢通。
在漫畫版第4卷ACT.14（動畫版ACT12）中機場設施受到電磁脈衝破壞之後，與隊友正準備撤離機場求生。然後在漫畫版ACT.28中在海上自衛隊護衛艦上再次登場。
家中不知是個人興趣還是其它原因，收集了大量的槍支與彈藥。
愛車是悍馬H1。
田島（聲：平川大輔）
縣警特殊急襲部隊（S.A.T）隊員。
恐怖事件開始後，在機場擔任南里香的狙擊觀測手。
在漫畫版第4卷ACT.13進行利用航空燃料將入侵的「它們」給燃燒掉之作戰時，不小心被「它們」咬中，與理香話別之後，從容就義，引爆燃料與所有入侵的「它們」同歸於盡。遺言是：「真想揉揉看」。
中岡朝美
19歲，身高156cm、三圍71（A）-54-80cm。
床主東署・交通課巡查。
與人交談時有用「本官」自稱的口癖。
當鞠川靜香在購物中心的寢具店裡被島田襲擊的時候，行使公權力阻止島田時，得到耕太的幫助，讓事件平安落幕，加上自己仰慕的松岛前辈因出外求救不成，變成「它們」，因此漸漸喜歡上了耕太。
在警察學校的時代曾有過男友，因為學校禁止外出，所以後來分手了，現在無男友，在屋頂上對耕太表白：「我是會為所愛的人犧牲一切的類型」。
在漫畫ACT.25中，逃離購物中心時為了拯救其中一名倖存者，擅自離開隊伍，最終被「它們」包圍，為使主角們成功逃去，刻意開槍並大叫吸引「它們」的注意，並在最後一刻請求耕太把她射殺，使她不會變成「它們」的一分子，最後被耕太射殺。
松岛
床主東署・交通課巡查长。
中岡的前辈。登场的时候已经变成“它们”了。
漫畫版第5卷中有出現她生前責備中岡麻美的畫面。
於動畫版第12集ED即將完結時，出現了正前往總署求援且帶著不安神情的她並旋即離開現場。
宮本正（聲：浦山迅）
宮本麗的父親。公安科長，警部補
宮本貴理子
宮本麗的母親。交通警察，當過飆車族

### 其他人物
井豪永（聲：宮野真守）
17歲、身高176cm、体重62kg。
孝的同學兼朋友，性格冷靜且擅於思考，空手道段位者，與麗交往中。
在漫畫版ACT.1（動畫版ACT1）中就被「它們」咬中，之後逃到屋頂時吐血，成為「被咬到就不行了」的最初實證。
不願成為「它們」的他，臨終前拜託孝解決他，之後遺憾而終，轉化成「它們」後被孝用自己的球棒殺掉。
角色名字參考日本知名漫畫家永井豪。
一条美鈴
和朋友敏美一同逃出學校的過程中，不慎因敏美撞上「它們」而遭拖累，面對敏美的求救時，為了讓自己生存下去而背叛敏美，最後卻變成在校園中遊蕩的「它們」。
二木敏美
和朋友美鈴一同逃出學校的過程中，不慎撞上「它們」而被拉下樓梯並被咬傷，請求美鈴救她時卻遭到背叛，最後在逃生梯被「它們」咬死。
動畫版則改為在圖書館的樓梯旁，被「它們」抓住腳踝。
高城壯一郎（聲：中田讓治）
地區最大勢力的右翼團體：「憂國一心會」會長。《曾被自己女兒說是獨斷專行的男人，正確講是確有領導力的人，亦曾稱讚過孝在領導能力上優秀》
沙耶的父親，曾受過毒島冴子父親的指導，以此為由作為回禮，贈與村田刀給冴子。
當麗見到紫藤老師時因憤怒想殺了他時，出面用激將法來幫助麗做出判斷並且看出受到紫藤老師的教育失敗的學生，因此將紫藤浩一連其學生們一起被趕出沙耶家外。〈本人雖與紫藤老師的父親有所過節但當時並不影響所下的判斷〉《在漫畫和動畫之中亦有交代清楚》
在孝一行人離開後生死不明。
武器為日本刀。
高城百合子（聲：榊原良子）
壯一郎之妻，沙耶的母親，曾是華爾街無人不知的超級商人，休假回國時與壯一郎認識第二天就結婚。
在華爾街工作時曾上過經紀人的防身課程。
本人表示「若只比槍械射擊技術，自己的實力在壯一郎之上」。
在孝一行人離開後生死不明。
石井和（聲：濱添伸也）
留在保健室內的一名戴眼鏡男子。使用醫療用的支架戰鬥。在漫畫版第1卷ACT.2（動畫版ACT2）中先殺了轉化為「它們」名為岡田的同學，以後為了保護鞠川靜香而被「它們」咬中，不願成為「它們」，臨終前拜託冴子解決他。最後因「守護男人的尊嚴才是作為女人的矜持」而被冴子用其木刀介錯殺掉。
田丸浩
比主角們還早進入購物中心的倖存者之一，在入侵醫院取血漿幫助過孝等人，但在逃脫的過程被咬傷，不願成為「它們」要求孝等人殺了自己，在死之前透露的自己的名字，在變成「它們」之前被中岡射殺。
島田
比主角們還早進入購物中心的倖存者之一，有著強而有力的雙膀。曾經意圖侵犯在購物中心的寢具店床上休息的鞠川校醫，但被中岡朝美及耕太給及時阻止，後來原本要與主角們一同逃離，但逃離購物中心時為了拯救其中一名倖存者，擅自離開隊伍，最終被「它們」咬死。
加藤
在警察東署被「它們」咬傷，在變成「它們」之前沒有自盡成功。當登場時已經是「它們」。最終被冴子殺掉。

## 用語
床主市
故事發生的舞台，架空城市，臨太平洋的100萬人口規模的地方都市。擁有建於海上的大型機場，參照了北海道與九州的風土作為其原型。
藤美学園
位於床主市，主角就讀的學校。
死體
死體的日文直譯為「它們」，在本作中因為倖存的人們，不知如何稱呼所以直接以「它們」稱之，而在台灣角川書店出版的中文版翻譯為「它們」。 (也叫活死人或殭屍)
死體如同喪屍，會襲擊人，吃人。被咬到的人會在短時間內死亡，並成為死體的一份子，死體化後力量會增大至足以破壞一般門扉，並具有持久性，不會隨時間而變弱。死體沒有痛覺，在肉體受到損傷也無礙其行動，只要肌肉還能牽引骨頭，就會一直活動下去，因此即使全身被火燄燒灼，只要物理上的運動機能還存在仍會繼續行動，目前已知只要破壞頭部就會停止行動。死體速度遲緩、僅依照本能行動，沒有意識與情感且無法思考，可能沒有視覺，卻對聲音極為敏感，目前仍然不知道死體是從何處開始出現。因此逃離死體也決非一件易事，因為已經死亡，所以其肉體也會開始腐敗，雖然主人公們已有這方面的討論，不過作中尚未針對這方面特別作描寫，不過所有物種中死體只會攻擊人類而不會襲擊其他動物。之所以用「它們」為名，是為了使尚活著的人在自保的過程中說服自己，「它們」已經不是人，若不殺「它們」就是他們殺了自己，並使自己不認為自己是在殺人，而令自己的心靈不感到壓力。
死體化
即為由人類變為死體時的名詞。當人類被死體所咬死去後，便會立刻轉化為死體。死去後少於三十秒內完成死體化過程。
當如果被咬後尚未死去，便會在1小時內不等成為死體。
目前沒有方法阻止死體化。

## 劇中出現的武器及載具

### 非發射系
（依照劇情出現順序）
拖把握柄
鋁製品，全長約120厘米左右，前端扭曲成尖狀，麗把其當作長槍使用。
金屬球棒
全長約84厘米，重量在900克以上（按棒球賽規則），原為永之物，交由孝使用，破壞力不錯。於漫畫版第2卷ACT.4（動畫版ACT4）在加油站拋掉。
木刀
白橡木製，全長約101.5厘米，重量約700克左右，冴子的私人物品。於漫畫版第3卷ACT.9在沙耶家前電線網一戰被死體奪走（但於動畫版ACT8被奪走後又被冴子奪回）。
電鑽
全長316毫米，高206毫米，重4.35公斤，沙耶在學校內用過的武器。
警棍
全長65毫米，重約430克，特殊合金製，三段伸縮型，於漫畫版第2卷ACT.4（動畫版ACT4）麗擅自取用的死亡警官遺物。
鐵撬
全長560毫米，破壞力不錯，沙耶從學校帶著，後來給孝使用。於漫畫版第2卷ACT.6（動畫版ACT6）曾經用於撬開南里香家收藏槍支與彈藥的保險櫃。
妖刀
孝與冴子於動畫版ACT9逃進神社時，孝在神社裡發現供奉在神社的日本刀，後為冴子使用。
村田刀（日本刀的一種）
全長83.185厘米，刃長66.357厘米，刀刃很闊，明治時期村田少將在東京炮兵工廠製造的日本刀，有稍微的彎曲設計，雙刃銳利無比，被稱為村田銃的寶刀之一，據說，他曾經用此刀將豬的頭骨一分為二。在漫畫版第3卷ACT.12（動畫版ACT11）由高城壯一郎轉交給冴子使用。
鞭炮
為了分散死體的注意力而使用的道具。
鉆孔機
沙耶從學校帶著，後來在漫畫版第6卷ACT.27給耕太使用。為了打開在床主東署的手槍倉庫電子鎖（已經被電磁脈衝破壞，但考慮到使用霰彈槍破門會造成流彈）和證物保管庫的門而使用的道具。
手電筒
由於使用乾電池和沒有電子零件，就算電磁脈衝以後仍能使用。由愛麗絲在床主東署取得。

### 發射系
（依照劇情出現順序）
消防栓
利用學校水庫的水，以高壓射出，在動畫版ACT2出現。
釘槍
全長317mm，高403mm，重3.9公斤，瓦斯式，耕太將其改造、解除安全機制後使用。於動畫版ACT5因為釘子耗盡而在御別橋拋棄。
Smith & Wesson M37 Airweight 左輪手槍（警用型）
全長194mm，口徑：.38x5發，美製，於漫畫版第2卷ACT.4（動畫版ACT4）麗擅自取用的死亡警官遺物，並且給孝使用，會合後給平野耕太使用，於購物中心躲藏時交由中岡麻美以維持秩序。
M1911A1
美製半自動手槍，全長210mm，重1.08公斤，口徑.45 ACPx7發，美軍從二戰開始取代原來的M1911，並且一直使用到現在仍然是不少美國士兵、執法機關以及民間市場上的愛槍，有多間公司推出其改進或仿製版本。在動畫版ACT12中是高城壯一郎的手下所持有的武器。
M1A半自動步槍（片中為 春田超級比賽型 附加魚骨導軌）
美製半自動步槍，全長1,118mm，重5.27公斤，口徑7.62×51mm NATOx20發，二戰後中美軍用以取代M1加兰德步枪半自動步槍的Springfield M14 自動步槍的半自動民用型。原為南里香私人物品，加掛M6刺刀、反射式光学瞄准镜（在電磁脈衝以後損毀）、前握把以及戰術燈後由麗用作槍。
Armalite AR-10 （T）自動步槍改造版（Knight's SR-25 半自動狙擊步槍）
美製半自動狙擊步槍，全長1,118mm，重4.88公斤（不包括狙擊鏡），口徑7.62×51mm NATOx20發。原為南里香私人物品，加掛兩腳架以及光學瞄準鏡後成為耕太的愛槍。
Barnett Wildcat C5 十字弓
彈力150磅，重2.8公斤，英製，威力甚至可以獵熊，不使用時弓身可以摺疊，南里香私人物品。
Ithaca M-37防暴霰彈槍
美製霰彈槍，全長1,017mm，重2.3公斤（不包括光學瞄準器），口徑12號霰彈x4發，在越戰時亦有使用，輕又易使，銷售成績非常好的一把霰彈槍。原為南里香私人物品，加掛Aimpoint Comp M2光學瞄準鏡（在電磁脈衝以後損壞）後由孝使用。於漫畫版第6卷ACT.27在床主東署被M1014 JSCS戰鬥霰彈槍所取代。
Heckler & Koch PSG-1 半自動狙擊步槍
德製半自動狙擊步槍，全長1208mm，重8.1kg，口徑：7.62釐米x20發，南里香在機場所持的半自動狙擊步槍，縣警特殊突襲部隊的裝備。
三叉戟飛彈
美國海軍唯一的戰略核力量武裝為配備在俄亥俄級潛艇上，漫画版第4卷ACT.14（动画版ACT12）美軍下令由俄亥俄级核潛艇發射裝載核彈頭的三叉戟洲際飛彈攻擊感染區域。
標準三型飛彈
美軍及其盟國現役艦載反彈道導彈，漫画版第4卷ACT.14（动画版ACT12）由日本海上自衛隊金剛級神盾艦上的垂直發射系統，發射其飛彈，將洲際飛彈擊落。
Colt M16突擊步槍
美製突擊步槍，全長1006mm，由阿玛莱特AR-15发展而来的半自动／自动步枪，獲世界各國的軍隊及警隊採用。使用5.56mm口徑的SS109子彈。在動畫版ACT12中是高城壯一郎的手下所持有的武器。
Mini-14半自動步槍
M14自動步槍改進而成的小口徑的「迷你型」，長946mm。使用5.56mm口徑。在漫畫版第4卷ACT.15高城壯一郎的手下所持有的武器。
FN M1910.308ACP（页面存档备份，存于）
FNP系列的比利時半自動手槍。在漫畫版第4卷ACT.15高城百合子配有的手槍。
Colt M4卡賓槍
美製突擊步槍，全長838mm，是M16突擊步槍的縮短版本，獲世界各國的軍隊及警隊採用。M4及M4A1均使用5.56mm口徑的SS109子彈。在漫畫第3卷中是空军一号中的特勤局幹員所持有的武器。
Heckler & Koch MP5衝鋒槍
德製衝鋒槍，全長680mm，口徑9×19公釐帕拉貝倫彈，在第一發子彈射出後才會感到後座力。多國軍警單位所採用的槍枝，也是世界知名度最高的槍枝，田島在機場擔任南里香的狙擊觀測手時所拿的衝鋒槍，縣警特殊突襲部隊的裝備。後來耕太於縣警特殊突襲部隊床主東署內亦取得一枝加掛光學瞄準鏡、戰術燈和消聲器的MP5SFK，並在漫畫版ACT.28與沙耶的Luger P-08交換。
89式步槍
全長916mm（槍托未摺疊），口徑5.56mm，日製步槍，參考AR-18突擊步槍，田島和南里香在攻擊死體時所使用的步槍，縣警特殊突襲部隊和陸上自衛隊的裝備，但南里香所持有的則改造成M4卡賓槍的風格，田島則是裝有可摺式槍托。漫畫版第6卷ACT.24中的陸上自衛隊特殊部隊則是配備了卡賓槍版的89式步槍，可以發射步槍用榴彈。
SIG P226半自動手槍
瑞士製半自動手槍，系統類似SIG P220，口徑9×19公釐帕拉貝倫彈，南里香所使用的手槍加掛光學瞄準鏡和戰術燈，縣警特殊突襲部隊的裝備。
Luger P-08半自動手槍
德製半自動手槍，荷蘭殖民軍隊亦有裝備，二戰中納粹德國軍隊最愛用的手槍，不管是射速或是準度都令人跌破眼鏡。實木槍托，口徑9×19公釐帕拉貝倫彈，32發彈鼓，（動畫中為ACT12）由高城百合子交給沙耶使用。在高城家車庫準備逃離時曾作零距離射擊。在漫畫版ACT.28與耕太取得的MP5SFK交換。
Vz.83蠍式衝鋒槍
捷克斯洛伐克製衝鋒槍，全長517 mm（槍托未摺疊），重1.44 公斤，口徑.380 ACP，高城百合子所使用的衝鋒槍。
貝瑞塔92 Vertec型
義大利製半自動手槍，貝瑞塔92的衍生型，全長211mm，口徑9×19公釐帕拉貝倫彈，加掛戰術燈。原為縣警特殊突襲部隊床主東署的裝備。由耕太交給冴子使用。
M1014 JSCS（伯奈利M4超級90）戰鬥霰彈槍
全長1,011mm（槍托未摺疊），重2.73kg（不包括光學瞄準器），口徑12號霰彈x8發，義大利製，美國海軍陸戰隊和英國陸軍時亦有使用，雖然比Ithaca M-37重，但是更適合於戰鬥時使用，而且會利用氣體壓力自動上彈的一把戰鬥霰彈槍。原為走私品，被放進床主東署證物保管庫之中，於漫畫版第6卷ACT.27加掛ACOG反射式光學瞄準鏡後由孝使用。
Colt Officer's ACP半自動手槍
美製半自動手槍，長190 mm，重964g，口徑.45 ACP，於漫畫版第6卷ACT.27在床主東署證物保管庫由耕太取得，在漫畫版第7卷ACT.29轉交給麗的母親：宮本貴理子使用。

### 車輛系
小型巴士
豐田製，型號:Coaster，私立藤美學園的校車。在孝一行人離開校園時由鞠川靜香駕駛，與紫藤一行人分離後改由紫藤駕駛，在電磁脈衝以後引擎故障而失控撞上路障而毀。
越野摩托車
一名死體留下的摩托車，動畫版ACT7在救援希里愛麗絲時失控撞毀。
悍馬（軍用改裝型）
美製軍用多用途車輛。擁有優異的機動性、越野性、可靠性和耐久性與各式武器承載上的安裝適應能力。總共可乘載6人。據鞠川靜香所言就像戰車一樣大。南里香家內放置的車輛。由於具有三銅鍍設計，在電磁脈衝以後，只要少許維修就能正常運轉。於漫畫版第4卷ACT.15因為配置問題而將沒有受到電磁脈衝破壞的零件轉移至ATV後丟棄（動畫版則是ACT12因嚴重損壞而被丟棄）。
Argo復仇者100型水陸兩用輕型越野車（ATV）
於漫畫版第4卷ACT.14壯一郎送給孝的軍用越野車（於動畫版則是ACT9從電單車店中強行徵用），因需要在公園水池中製造噪音而被丟棄。
自行車
於漫畫版第5卷ACT.21從自行車專賣店取得，作為愛麗絲的代步工具。

### 飛航系
Sikorsky UH-60J 黑鷹運輸直升機
美製直升機。各國基本型為UH-60L。UH-60J是美國西科斯基公司應要求為日本陸上自衛隊而改造的機型。部份國家都有採用黑鷹直昇機裝備在各種陸軍單位中。美軍在多次救災以及戰爭中都能看到這架直升機的蹤影，例如阿富汗戰爭中，聯軍所使用的UH-60L黑鷹直升機。
Sikorsky CH-53E 海龍重型運輸直升機
美製直升機。日本海上自衛隊所使用的運輸直升機，服役的軍事單位只有美國海軍、日本海上自衛隊、以色列空軍，而美国空军所服役的型號則是MH-53J低空鋪路鷹重型運輸直升機。此機型曾在電影變形金剛：復仇之戰中出現。
Boeing AH-64D 阿帕契長弓戦鬥直升機
美製武裝直升機，前麥道公司現波音公司所生產的武裝直升機。對地威力非常強大，日本陸上自衛隊所服役的阿帕契長弓戰鬥直升機大部份都是日本富士重工業經過波音公司授權所合法生產的機型。因為這架直升機的知名度非常高，許多國家軍事單位都非常想服役這種戰鬥直升機。目前服役的單位有美國陸軍、日本陸上自衛隊、中華民國陸軍等軍事單位中。
Kawasaki OH-1 軍用偵查直升機
日製，是日本國陸上自衛隊所採用的輕型軍用偵查直升機。因執行潛入敵陣得到信息的任務而有「忍者」的愛稱。於漫畫版ACT.24裝上機炮和导弹登場，代號是lancer1。
McDonnell Douglas F-4EJ 幽靈II式戰鬥機
美製戰鬥機，史上對航空器發展中最重要的戰鬥機。在越戰中美国空军以及美國海軍所使用的多功能戰鬥機。F-4EJ型是美國麥道公司針對日本航空自衛隊而改造的機型，到現在還是日本航空自衛隊所使用的戦鬥機，有多國空軍曾服役過F-4戰鬥機，但因服役年份過大，在21世紀初期已漸漸除役。在漫畫版第2卷ACT.4（動畫版ACT4）中出現的是RF-4J偵查型，編號為“680”。
VC-25A 空軍一號專機
美製豪華客機。長度：70.4米，高度：19.4米 。美国总统以及陪伴的隨護和政府官員所專用的行政專機，由波音公司所製造。在漫畫版第3卷ACT.8（動畫版ACT8）一開始出現。因為機上大部份的人都已經被「它們」咬了（包括總統），故此在動畫版ACT11於一處不明小島中墜毀。

### 艦艇系
（海上自衛隊與西方對艦艇等級的分類有時不相同）
金剛級驅逐艦 <金剛>，隸屬日本海上自衛隊
日製，是日本海上自衛隊擁有的配備神盾戰鬥系統的驱逐舰。在1988年為了提高防空能力，因此決定導入本艦型。一號艦金剛於1993年竣工。在2007年愛宕型護衛艦服役之前為海上自衛隊排水量最大的作戰艦艇，在漫畫版第4卷ACT.14（動畫版ACT12）中出現，儘管全力擊落美國發射的核彈，但仍然有一發漏網之魚，進而造成电磁脉冲攻擊的完成。
伯克級驅逐艦 <柯地斯·偉伯>，隸屬美國海軍
美製，是配備神盾戰鬥系統和SPY-1D相位陣列雷達的驅逐艦（神盾艦），主要任務要求為協同戰鬥作戰群的防空作戰。2005年，伯克級成為美國海軍唯一現役驱逐舰。在漫畫版第4卷ACT.14（動畫版ACT12）中出現，艦上的官兵已全部成為「它們」，錯失擊落美國發射的核彈的機會，進而造成电磁脉冲攻擊的完成。
俄亥俄級核潛艇
美製，是美國戰略核力量中的一個體系，也是美國海軍唯一擁有核打擊力量的部隊，裝備三叉戟潛射彈道飛彈，現今為全世界最先進的戰略核潛艇，在漫畫版第4卷ACT.14（動畫版ACT12）中出現，美下令俄亥俄級潛艇對感染區域發射裝載核彈頭的潛射三叉戟飛彈，後來被日本海上自衛隊神盾艦將飛彈擊落。

## 出版書籍
| 集數                             | 富士見書房    | 富士見書房             | 台灣角川       | 台灣角川               | 備註        |
| 集數                             | 發售日期      | ISBN                   | 發售日期       | ISBN                   | 備註        |
| 單行本                           | 單行本        | 單行本                 | 單行本         | 單行本                 | 單行本      |
| -------------------------------- | ------------- | ---------------------- | -------------- | ---------------------- | ----------- |
| 1                                | 2007年3月1日  | ISBN 978-4-04-712483-7 | 2007年9月18日  | ISBN 978-986-174-463-6 |             |
| 2                                | 2007年4月1日  | ISBN 978-4-04-712489-9 | 2007年12月18日 | ISBN 978-986-174-547-3 |             |
| 3                                | 2007年10月9日 | ISBN 978-4-04-712515-5 | 2008年3月13日  | ISBN 978-986-174-621-0 |             |
| 4                                | 2008年3月9日  | ISBN 978-4-04-712537-7 | 2008年8月30日  | ISBN 978-986-174-773-6 |             |
| 5                                | 2008年9月9日  | ISBN 978-4-04-712563-6 | 2009年4月25日  | ISBN 978-986-237-067-4 |             |
| 6                                | 2010年7月9日  | ISBN 978-4-04-712673-2 | 2011年1月12日  | ISBN 978-986-237-944-8 |             |
| 7                                | 2011年4月26日 | ISBN 978-4-04-712755-5 | 2011年9月23日  | ISBN 978-986-287-356-4 | 附DVD限定版 |
| 7                                | 2011年5月9日  | ISBN 978-4-04-712722-7 | 2011年9月23日  | ISBN 978-986-287-356-4 |             |
| FULL COLOR EDITION（豪華彩色版） |               |                        |                |                        |             |
| 1                                | 2011年2月25日 | ISBN 978-4-04-926269-8 | 2012年1月4日   | ISBN 978-986-287-511-7 |             |
| 2                                | 2011年2月25日 | ISBN 978-4-04-926270-4 | 2012年1月4日   | ISBN 978-986-287-512-4 |             |
| 3                                | 2011年3月25日 | ISBN 978-4-04-926271-1 | 2012年2月1日   | ISBN 978-986-287-547-6 |             |
| 4                                | 2011年3月25日 | ISBN 978-4-04-926272-8 | 2012年2月1日   | ISBN 978-986-287-548-3 |             |
| 5                                | 2013年2月9日  | ISBN 9784049262735     | 2013年9月5日   | ISBN 9789863254263     |             |
| 6                                | 2013年2月9日  | ISBN 9784049262742     | 2013年9月27日  | ISBN 9789863255109     |             |
| 7                                | 2013年2月9日  | ISBN 9784049262759     | 2013年10月25日 | ISBN 9789863256281     |             |

### 相關書籍
| 日文版 | 富士見書房     | 富士見書房             |
| 日文版 | 發售日期       | ISBN                   |
| ------ | -------------- | ---------------------- |
|        | 2011年5月9日   | ISBN 978-4-04-712725-8 |
|        | 2010年12月20日 | ISBN 978-4-04-712692-3 |
|        | 2011年4月26日  | ISBN 978-4-8291-7698-6 |

## 電視動畫

### 工作人員
- 原作：佐藤大輔、佐藤ショウジ
- 監督：荒木哲郎
- 腳本：黑田洋介
- 人物設計：田中將賀
- 道具設計：新妻大輔
- 美術監督：川本亜夕
- 色彩設計：橋本賢
- 攝影監督：山田和弘
- 編集：肥田文
- 音響監督：田中一也
- 音樂： 和田貴史
- 監製：小倉充俊
- 動畫製作：Madhouse
- 製作：H.O.T.D.製作委員会（Geneon Universal Entertainment、Showgate、AT-X）

### 主題曲
片頭曲
- 「HIGHSCHOOL OF THE DEAD」

作詞．作曲：岸田
編曲：岸田教團、THE明星ロケッツ
歌：岸田教團、THE明星ロケッツ
片尾曲
- （第1話）

作詞：akane
作曲：setzer
編曲：MintJam
歌：黑崎真音
- 「color me dark」（第2話）

作詞：akane
作曲．編曲：高田龍一（MONACA）
歌：黑崎真音
- 「Return to Destiny」（第3話）

作詞：akane
作曲：a2c
編曲：MintJam
歌：黑崎真音
- 「cold bullet blues」（第4話）

作詞：akane
作曲．編曲：帆足圭吾（MONACA）
歌：黑崎真音
- 「Memories of days gone by」（第5話）

作詞：akane
作曲：田中秀和（MONACA）
編曲：田中秀和，岡部啟一（MONACA）
歌：黑崎真音
- 「Under The Honey Shine」（第6話）

作詞：akane
作曲．編曲：帆足圭吾（MONACA）
歌：黑崎真音
- 「fuss fuzz」（第7話）

作詞：米山玩具
作曲：a2c
編曲：MintJam
歌：黑崎真音
- 「The place of hope」（第8話）

作詞：松井敬治
作曲．編曲：glanzenda
歌：黑崎真音
- （第9話）

作詞：佐伯賢三
作曲．編曲：藤末樹
歌：黑崎真音
- 「THE last pain」（第10話）

作詞：akane
作曲．編曲：glanzenda
歌：黑崎真音
- 「Hollow Men」（第11話）

作詞：佐藤大輔
英語翻譯：大塚翔一
作曲：柳英一郎
編曲：glanzenda
歌：黑崎真音
- 「The Eternal Song」（第12話）

作詞：akane
作曲．編曲：
歌：黑崎真音
插入曲
- 「0, Spirit」（第4話）

作詞：Minako"mooki"0bata
作曲：和田貴史
歌：福永紗代
- 「Infection」（第7話）

作詞：Mell
英語翻譯：seven-lon
作曲．編曲：井内舞子
歌：Mell
配樂
- 「In the house in a heartbeat」（第1話）

作曲：John Murphy

### OVA
- 「Best friends」

作詞：黑崎真音
作曲．編曲：齊藤真也
歌：黑崎真音

### 各話列表
| 話數      | 標題                                      | 劇本     | 分鏡     | 演出              | 作畫監督                                   | 總作畫監督 |
| --------- | ----------------------------------------- | -------- | -------- | ----------------- | ------------------------------------------ | ---------- |
| ACT1      | 喪屍泉現 Spring of the DEAD               | 黑田洋介 | 荒木哲郎 | 荒木哲郎          | 田中将賀 宮前真一                          | 田中将賀   |
| ACT2      | 逃離屍群 Escape from the DEAD             | 黑田洋介 | 熊澤祐嗣 | 熊澤祐嗣          | 落合瞳                                     | 田中将賀   |
| ACT3      | 屍亂下的民主 Democracy under the DEAD     | 黑田洋介 | 宮繁之   | 室谷靖            | 井上英紀                                   | 田中将賀   |
| ACT4      | 屍群中狂奔 Running in the DEAD            | 高橋龍也 | 荒木哲朗 | 市村徹夫          | 小谷杏子                                   | 落合瞳     |
| ACT5      | 喪屍之街 Streets of the DEAD              | 黑田洋介 | 熊澤祐嗣 | 熊澤祐嗣          | 渡邊純子 相葉稔 大塚亨 落合瞳              | 落合瞳     |
| ACT6      | 屍亂之夜 In the DEAD of the night         | 黑田洋介 | 山本沙代 | 羽生尚靖          | 馬場充子                                   | 田中将賀   |
| ACT7      | 屍亂夜與屍群 DEAD night and the DEAD ruck | 黑田洋介 | 高橋亨   | 高橋亨            | 宮前真一 井上英紀 中野涼子                 | 田中将賀   |
| ACT8      | 屍滿歸途 The DEAD way home                | 黑田洋介 | 平尾隆之 | 山城智惠          | 澤田英彦 大館康二 北尾勝 田崎聰            | 田中将賀   |
| ACT9      | 劍與屍 The sword and DEAD                 | 高橋龍也 | 熊澤祐嗣 | 小野田雄亮        | 大塚亨 山中純子 江原康之                   | 落合瞳     |
| ACT10     | 屍之家規 The DEAD'S house rules           | 黑田洋介 | 大原     | 市村徹夫          | 小谷杏子 岡崎洋美 野崎麗子                 | 落合瞳     |
| ACT11     | 屍嵐颳起 DEAD storm rising                | 黑田洋介 | 倭屯匠   | 三原武憲          | 皆川一德                                   | 田中将賀   |
| ACT12     | 全屍來襲 All DEAD'S attack.               | 黑田洋介 | 荒木哲郎 | 荒木哲郎 增原光幸 | 落合瞳 宮前真一 大館康二 馬場充子 中野涼子 | 田中将賀   |
| ACT♂♀ OVA | 屍海漂浮 Drifters of the DEAD             | 黑田洋介 | 田中将賀 | 荒木哲郎          | 中野涼子                                   | 田中将賀   |

### 播放電視台
| 播放地區 | 播放電視台     | 播放日期                    | 播放時間（UTC+9）                   | 所屬電視網 |
| -------- | -------------- | --------------------------- | ----------------------------------- | ---------- |
| 日本全域 | AT-X           | 2010年7月5日—2010年9月20日  | 星期一 11時30分—12時00分 （有重播） | CS放送     |
| 神奈川縣 | 神奈川電視台   | 2010年7月6日—2010年9月21日  | 星期二 25時45分—26時15分            | 独立UHF局  |
| 東京都   | 東京都會電視台 | 2010年7月6日—2010年9月21日  | 星期二 26時00分—26時30分            | 独立UHF局  |
| 千葉縣   | 千葉電視台     | 2010年7月7日—2010年9月22日  | 星期三 25時30分—26時00分            | 独立UHF局  |
| 京都府   | KBS京都        | 2010年7月8日—2010年9月23日  | 星期四 25時00分—25時30分            | 独立UHF局  |
| 愛知縣   | 愛知電視台     | 2010年7月8日—2010年9月23日  | 星期四 26時28分—26時58分            | 東京電視網 |
| 日本全國 | NICONICO動畫   | 2010年7月9日—2010年9月24日  | 星期五 12時00分更新                 | 网络电视   |
| 日本全國 | BANDAI CHANNEL | 2010年7月9日—2010年9月24日  | 星期五 12時00分更新                 | 网络电视   |
| 埼玉縣   | 埼玉電視台     | 2010年7月9日—2010年9月24日  | 星期五 25時30分—26時00分            | 独立UHF局  |
| 兵庫縣   | SUN電視台      | 2010年7月12日—2010年9月25日 | 星期一 26時10分—26時40分            | 独立UHF局  |

### 藍光 / DVD
| 卷數 | 發售日         | 收錄話        | 藍光初回收產盤 | DVD初回生產盤 |
| ---- | -------------- | ------------- | -------------- | ------------- |
| 1    | 2010年9月22日  | 第1話~第2話   | GNXA-1301      | GNBA-1771     |
| 2    | 2010年10月27日 | 第3話~第4話   | GNXA-1302      | GNBA-1772     |
| 3    | 2010年11月24日 | 第5話~第6話   | GNXA-1303      | GNBA-1773     |
| 4    | 2010年12月22日 | 第7話~第8話   | GNXA-1304      | GNBA-1774     |
| 5    | 2011年1月26日  | 第9話~第10話  | GNXA-1305      | GNBA-1775     |
| 6    | 2011年2月23日  | 第11話~第12話 | GNXA-1306      | GNBA-1776     |

### CD
| 發售日        | 名稱                                                         | 規格編號  |
| ------------- | ------------------------------------------------------------ | --------- |
| 2010年8月18日 | HIGHSCHOOL OF THE DEAD                                       | GNCA-0143 |
| 2010年9月22日 | H.O.T.D.                                                     | GNCA-1260 |
| 2010年9月22日 | 学園黙示録 HIGHSCHOOL OF THE DEAD オリジナルサウンドトラック | GNCA-1259 |

### 與漫畫的相異之處
- 動畫第8集尾端至第9集，小室跟毒島先到寺廟再到憂國一心會跟沙耶會合，而漫畫第4卷則是先到憂國一心會整備後，小室跟毒島才經過寺廟再到超級商場跟麗等人會合。

## 花絮
- 漫畫第一集鞠川校醫提到的喬治·羅密歐，他是殭屍經典電影Night of The Living Dead《活死人之夜》的導演。
- 漫畫第一集（動畫第3集）有一個長得很像《活人甡吃》男主角尚恩（賽門·佩吉）的便利商店店員。
- 動畫第一集後半段永變成殭屍時的BGM，是仿《28天毀滅倒數》的主題配樂，製作組以此致敬。
- 漫畫第一集（動畫第3集）巴士爆炸後，毒島與小室關於會合時間地點的對話乃是向「惡靈古堡2」致敬。
- 漫畫第二集（動畫第4集）中出現一架自衛隊F-4EJ戰鬥機，機號為680，與新谷薰的漫畫作品—空中雙響炮主人公所駕駛之同型戰機相同機號。
- 漫畫第二集（動畫第5集）有一具被南里香用狙擊步槍處置的殭屍，穿戴眼鏡、圍巾以及米色大衣，即使中槍口、鼻流血，就算變成殭屍仍仍不忘露出迷人招牌微笑，被南里香譏諷為「一副討厭的偽娘相」，並且成為第一位被南里香狙殺的殭屍。角色因此被指為是在影射裴勇俊，成為日劇和綜藝節目開裴勇俊玩笑的又一事例。南韓粉絲得知後，感到氣憤不已。動畫第五集播出後引來爭議，甚至有韓國粉絲紛紛要求電視台停播這部毀損韓流天王形象的作品，裴勇俊方面則尚未發表任何回應。[16][17][18]
- 在動畫第五集的殭屍來襲場景中，漫畫第二集之中曾經出現耕太使用左輪手槍作極速雙發爆頭時是使用子彈時間特效（兩發子彈分別命中兩隻喪屍的頭）；漫畫第三集（動畫第8集）後來小室使用宮本的步槍時再次出現子彈時間，發射的子彈都被毒島極其驚險地躲過了。
- 漫畫第二集（動畫第6集）耕太提到的《現代啟示錄》，該片內容講述一名美軍特種部隊奉命去刺殺另外一名叛逃並據地為王的美國軍官，通過他在途中的種種經歷，深刻地揭露戰爭對人性的摧殘和人性最深層的恐懼。
- 漫畫第二集（動畫第7集）耕太在南里香家下樓現身時其裝扮源自於橫溝正史的金田一耕助系列推理小說《八墓村》中的角色田治見要藏。
- 漫畫第三集（動畫第8集）之中登場的美国总统（被喪屍咬了，快變成喪屍）和第一夫人（已經變成喪屍）分別是影射和蜜雪兒·奧巴馬。
- 漫畫第三集（動畫第10集）之中小室提到的《叛艦喋血記》，是以發生在1789年4月28日英國皇家海軍HMS邦蒂號戰艦上發生的兵變作為基礎，並且被改編成多個紀念書籍、電影和流行歌曲。內容是指邦蒂號奉命從英國前往南太平洋大溪地，採集麵包果樹苗。故事主角弗萊切·克里斯琴因不滿威廉·布萊艦長的殘暴和壓迫作風，回國途中在一個偶然的機會下，帶領全艦進行兵變，把艦長等十九人被逐出大船。小室亦形容他在當時的情況猶如另一個大溪地。
- 漫畫第三集（動畫第12集）之中耕太提到的《阿拉莫》，是以發生在1836年2月23日至3月6日美国德克萨斯州圣安东尼奥附近一座要塞：阿拉莫的戰爭作為基礎，並且被改編成多個紀念書籍、電影和流行歌曲。1836年3月2日德克薩斯宣布從墨西哥獨立，並成立德克薩斯共和國。由前田纳西州州長山姆·休士頓擔任總統並親自擔任軍事總指揮。墨西哥將軍暨獨裁者桑塔·安納率軍前來鎮壓独立，休士頓則命令暫時先撤退到阿拉莫固守。不久被墨西哥軍隊包圍。經過13天傷亡慘重的攻城戰，墨西哥軍隊終於佔領了阿拉莫。

## 相關項目
- 喪屍
- 血戰
- 惡靈古堡
- 血色花園
- 活屍日記
- 圖書館戰爭
- 惡靈古堡（電影）

## 外部連結
- 動畫官方網站（日語）
- 原作官方網站（页面存档备份，存于）（日語）
- Amazon.co.jp: 学園黙示録HIGHSCHOOL OF THE DEAD: 本（日語）